# Trégonneau
 Trégonneau  (en bretón Tregonev) es una población y comuna francesa, situada en la región de Bretaña, departamento de Côtes-d'Armor, en el distrito de Guingamp y cantón de Bégard.

## Demografía
| 315 | 314 | 277 | 324 | 363 | 401 |
| Para los censos de 1962 a 1999 la población legal corresponde a la población sin duplicidades (Fuente: INSEE [Consultar]) |     |     |     |     |     |